# 日本航空2号班机事故
日本航空2號班機是一班由东京经旧金山飛往纽约的定期航班。1968年11月22日當天，日航2號班機由一架嶄新的道格拉斯DC-8（名為“志賀號”，以位於长野县的志賀山命名）執飛，當值機長為麻生孝平（音譯，日文原文為，漢字不詳）。由於舊金山當地的濃霧等狀況，麻生誤將飛機降落在舊金山灣的淺水中，離跑道一端2.5英里。事故中無人受傷。

## 經過
日航002號班機事發當天載有96名乘客和11名機組人員，其中包括40名日本人。當天舊金山機場的能見度僅1.5公里，飛機於舊金山時間上午9時22分準備降落，但錯誤地降落在舊金山灣。乘客全數乘救生筏逃生，飛機沉入水下10英尺，但受損情況並不嚴重，事發后55小時即被拖出，並被拖船運至機場。聯合航空耗資四百萬美元在舊金山機場的維修基地對這架日航客機進行了維修。飛機也於1969年3月31日重新投入服務。時年46歲的麻生機長在二戰期間曾任日本海軍的飛行教員，事發時也已在日航工作15年，累計飛行時間達9800小時。

## 調查與辯解
美國國家運輸安全委員會對此事故的調查顯示，機長對自動駕駛系統和飛行指揮儀的不熟悉導致其未能正確實施儀錶進近。然而，肇事機長麻生孝平在被NTSB問及降落時為何錯降水上的問題時作出的解釋是“用你們美國人的話來說，我搞砸了。”傑瑞·B·哈維在其1988年出版的《阿比林悖论》一書中將這種直接承認錯誤而非提出諸多原因辯解的方式稱為“麻生之辯”（英語：Asoh defense），這一說法後來也被一些管理學家採納。

## 事後

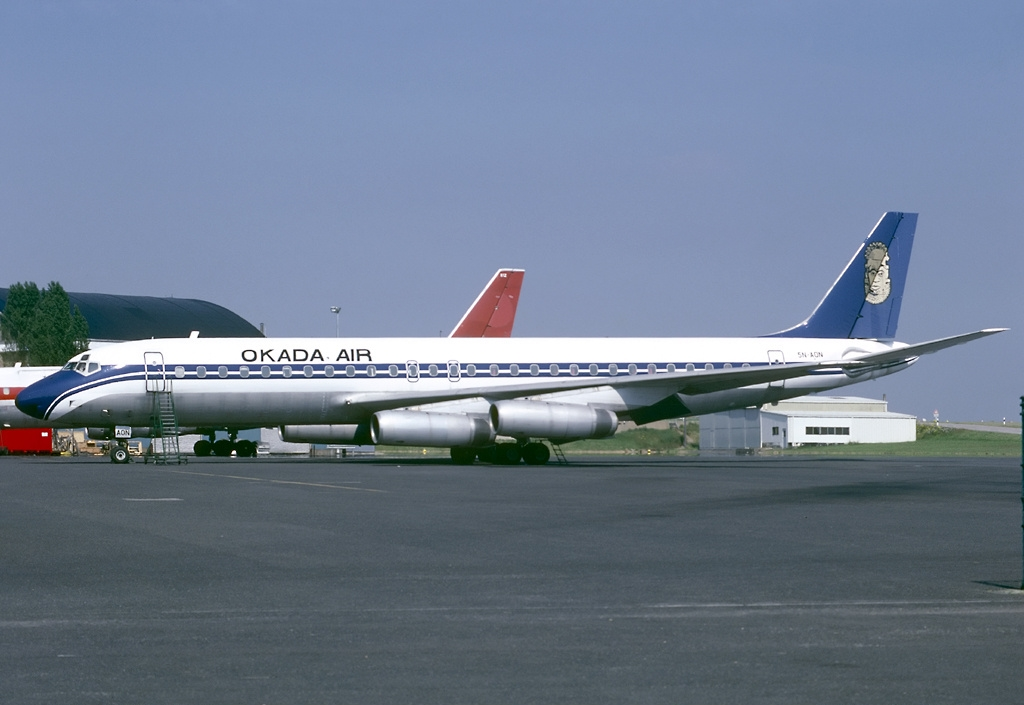
已转售尼日利亚的涉事航机，摄于1985年

JA8032事後繼續在日航服役，名稱改為“日高號”，曾於1974年2月執行拉裕事件主犯的押送任務，同年9月29日執行日本與中國間的首個定期航班（東京-大阪-上海-北京）。該機從日航退役後於1983年售予冰島ABC航空（註冊編號TF-BBF），之後又轉予尼日利亞奧卡達航空（編號5N-AON），最終改為一架貨機，編號為N808AX，直至其退役。肇事機長麻生孝平被降級為副機師，繼續在日航工作飞行货机至退休。
如今日本航空仍然執行羽田至舊金山的航班，航班號仍為JL2，只是機型已改為波音777-300ER。

## 外部連結
- Flight International 1968年12月5日，涉事客機被移出水面后的情景 （页面存档备份，存于）
- 1968年11月23日Ellensburg Daily Record對此事的報導
- "The Japan Air Lines miracle water landing of 1968 (photos) （页面存档备份，存于）." 旧金山纪事报.
- Smooth Landings and Stupid Travel News （页面存档备份，存于）